# توموكازو ميوجين
توموكازو ميوجين، (باليابانية: 明神智和 ميوجين توموكازو) من مواليد 24 يناير 1978 في محافظة هيوغو في اليابان، لاعب كرة قدم ياباني، وهو يلعب مع نادي غامبا أوساكا.
بدأ ميوجن مسيرته الكروية مع نادي كاشيوا ريسول في عام 1996، ولعب لهم حتى عام 2005، وشارك خلال تلك الفترة في 252 مباراة وسجل 12 هدف، وفي عام 2006 انتقل إلى نادي غامبا أوساكا الياباني.
و لعب ميوجن مع منتخب اليابان لكرة القدم 26 مباراة دولية وسجل 3 أهداف، وقد شارك في كأس العالم لكرة القدم 2002. كما شارك في ألعاب أولمبية صيفية 2000.

## روابط خارجية
- توموكازو ميوجين على موقع الاتحاد الدولي (مؤرشف)  (الإنجليزية)
- توموكازو ميوجين على موقع رابطة كرة القدم اليابانية للمحترفين (اليابانية)
- توموكازو ميوجين على موقع قاعدة بيانات كرة القدم.إي يو (الإنجليزية)
- توموكازو ميوجين على موقع ناشيونال فوتبول تيمز (الإنجليزية)
- توموكازو ميوجين على موقع Soccerway.com (الإنجليزية)
- توموكازو ميوجين على موقع عالم كرة القدم.نت (الإنجليزية)
- توموكازو ميوجين على موقع أوليمبيديا (الإنجليزية)